# Magmaserie

De positie van de belangrijkste magmaseries in een K_{2}O-SiO_{2}-diagram. De verschillende series lopen van ultramafisch tot zeer felsisch en kunnen een groot aantal verschillende gesteenten bevatten.

Een magmaserie of magmatische serie is in de petrologie en vulkanologie een serie van magma's die geacht worden een gemeenschappelijke of vergelijkbare oorsprong te hebben. Hoewel de chemische samenstelling van de magma's binnen een magmaserie sterk kan verschillen zijn er ook bepaalde chemische overeenkomsten, waardoor ze duidelijk als groep te onderscheiden zijn. De verschillen tussen magmaseries worden veroorzaakt door verschillen in de plaattektonische omgeving waar het magma ontstond en evolueerde.
Hoewel petrologen een groot aantal magmaseries hebben beschreven, zijn er maar een aantal die algemeen erkend worden en zijn de precieze grenzen van magmaseries meestal niet eenduidig vastgelegd.

## Voorbeelden
Magma's worden ingedeeld op hun chemische samenstelling, die in de petrologie meestal wordt uitgedrukt in massapercentages van de oxiden van aanwezige metalen. De belangrijkste in magma aanwezige oxiden zijn silica (siliciumoxide - SiO2), natriumoxide (Na2O), kaliumoxide (K2O), calciumoxide (CaO), aluminiumoxide (Al2O3), ijzer(II)oxide (FeO) en magnesiumoxide (MgO).
De relatieve hoeveelheid alkalimetalen (natrium en kalium) maakt het onderscheid tussen de alkaliene en subalkaliene series. Een alkaliene samenstelling wil zeggen dat er relatief veel oxide van alkalimetalen aanwezig is ten opzichte van de concentratie silica (SiO2). Een subalkaliene samenstelling is het tegenovergestelde, waarbij juist veel silica aanwezig is ten opzichte van de hoeveelheid alkali's. Verreweg de meeste stollingsgesteenten (gestolde magma) ter wereld behoren tot de subalkaliene serie. Deze wordt weer onderverdeeld in tholeiitische (rijk in silica en ijzer) en kalk-alkaliene (rijk in alkali's en aluminium) series. Het belang van deze indelingen bleek aan het begin van de 20e eeuw, toen petrologen ontdekten dat in gebieden rond de Atlantische Oceaan vooral subalkaliene, en in gebieden rond de Grote Oceaan vooral alkaliene stollingsgesteenten voorkomen. Na de introductie van de theorie van platentektoniek in de jaren 50 van de twintigste eeuw ontdekte men dat alkaliene gesteenten alleen voorkomen bij subductiezones onder continenten (rondom de Atlantische Oceaan komen vrijwel geen subductiezones voor).
Een ander criterium kan de hoeveelheid aluminiumoxide ten opzichte van de alkalimetalen en calcium zijn. De aluminiumverzadigingsindex is de verhouding tussen aluminium en de kalk-alkali's (Al2O3/K2O + Na2O + CaO). Bij de peralumineuze serie is deze index groter dan 1 (meer aluminiumoxide dan calcium-, natrium- en kaliumoxide samen). De metalumineuze serie wordt gekenmerkt door onderverzadiging in aluminium en relatief veel calcium. De peralkaliene serie bevat minder aluminium dan natrium en kalium samen.